# Gridleyklasse

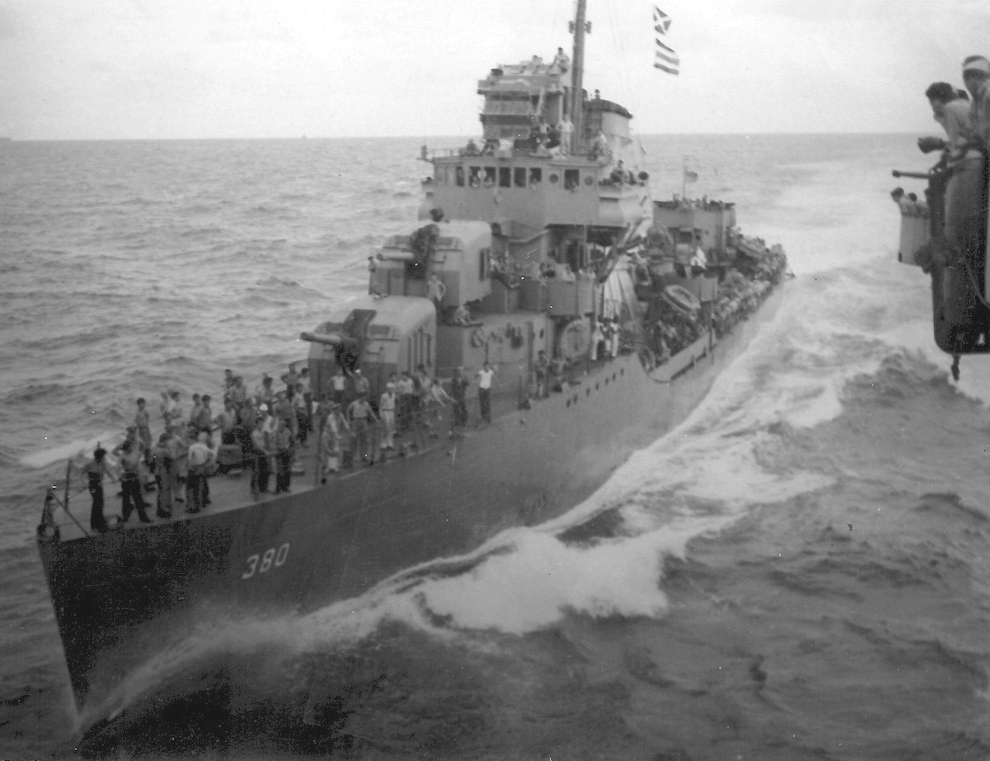
USS Gridley (DD-380) op volle zee (1944)

De Gridleyklasse was een serie van torpedobootjagers van de Amerikaanse marine.
De eerste twee schepen werden neergelegd op 3 juni 1935 en kwamen in dienst in 1937. De andere twee werden in maart 1936 neergelegd en kwamen in 1938 in dienst.
Gebaseerd op de Mahanklasse hadden ze dezelfde romp maar slechts één schoorsteen en zestien torpedobuizen (4×4). Hun motoren waren ook substantieel beter dan die van de Mahanklasse en zorgden voor de hoogste snelheid van een Amerikaanse torpedobootjager.

## Schepen
De vier schepen van de Gridleyklasse waren:
| Naam                 | Scheespwerf                                             | Kiellegging   | Tewater          | In dienst        | Lot              |
| -------------------- | ------------------------------------------------------- | ------------- | ---------------- | ---------------- | ---------------- |
| USS Gridley (DD-380) | Bethlehem Shipbuilding Corporation, Fore River Shipyard | 3 juni 1935   | 1 december 1936  | 24 juni 1937     | Gesloopt in 1947 |
| USS Craven (DD-382)  | Bethlehem Shipbuilding Corporation, Fore River Shipyard | 3 juni 1935   | 25 februari 1937 | 2 september 1937 | Gesloopt in 1947 |
| USS McCall (DD-400)  | Bethlehem Shipbuilding Corporation, San Francisco       | 17 maart 1936 | 20 november 1937 | 22 juni 1938     | Gesloopt in 1947 |
| USS Maury (DD-401)   | Bethlehem Shipbuilding Corporation, San Francisco       | 24 maart 1936 | 14 februari 1938 | 5 augustus 1938  | Gesloopt in 1946 |